# Station Prestonpans
Prestonpans is een spoorwegstation van National Rail aan de East Coast Main Line in East Lothian in Schotland. Het station is eigendom van Network Rail en wordt beheerd door ScotRail. 

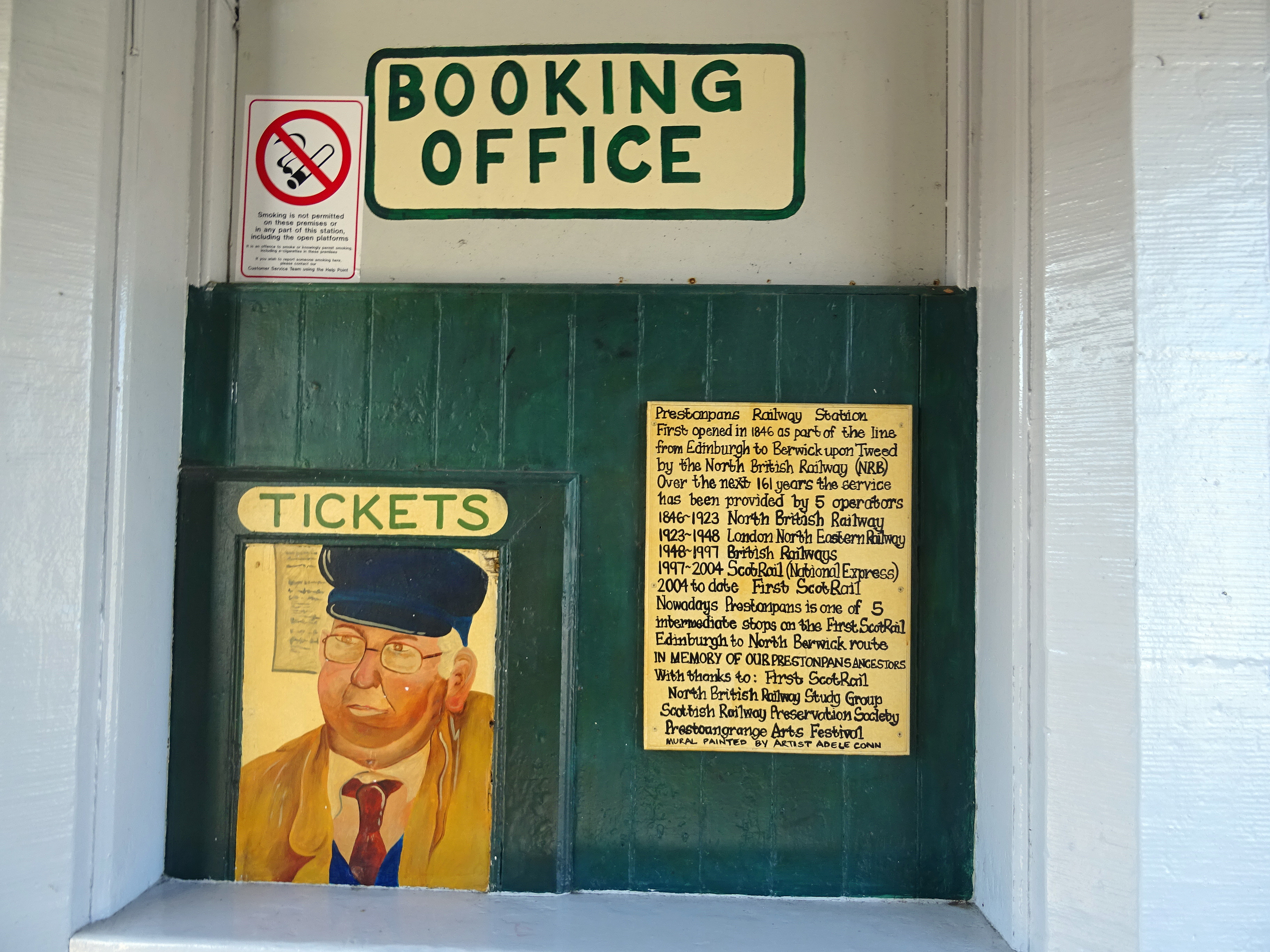
Muurschildering op de plek van het vroegere loket